# بيتر تركسون
بيتر تركسون هو كاهن كاثوليكي غاني يشغل منصب مستشار الأكاديمية البابوية للعلوم منذ عام 2022. أصبح كاردينال في عام 2003.

## روابط خارجية
- بيتر تركسون على موقع مونزينجر (الألمانية)